# Gheorghe Șincai

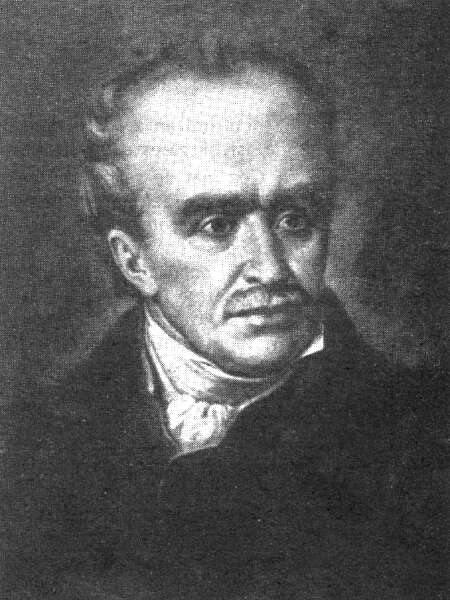
Gheorghe Șincai

Gheorghe Șincai (* 28. Februar 1754 in Râciu, Kreis Mureș; † 2. November 1816 in Svinia) war ein rumänischer Theologe, Historiker und Romanist aus der Siebenbürgischen Schule.

## Leben und Werk
Șincai besuchte Schulen und Hochschulen in Târgu Mureș, Klausenburg, Bistrița, Blaj, sowie (nach Eintritt in das Kloster der Basilianer in Blaj) von 1774 bis 1779 in Rom, dann in Wien, wo er auf Samuil Micu traf. Seine Vielsprachigkeit umfasste Rumänisch, Griechisch, Latein, Ungarisch, Italienisch, Französisch und Deutsch. Von 1784 bis 1794 war er Leiter des Siebenbürger griechisch-katholischen Schulwesens, überwarf sich dann aber mit der Kirchenleitung unter Ioan Bob und war nach Gefängnisaufenthalt und Freispruch bis 1801 Hauslehrer bei Graf Daniel Vass von Szege in Svinia. Von 1804 bis 1806 Überwachte er in Buda den Druck rumänischer Texte.
Șincai gehörte zur Siebenbürgischen Schule, die historische Forschung über die Herkunft der Rumänen mit Sprachbeschreibung und Sprachplanung des Rumänischen verband. Zusammen mit Samuil Micu schrieb Șincai die erste Grammatik des Rumänischen (Elementa 1780). Sie enthielt den Beweis der Nähe des Rumänischen zum Latein und wurde (zur Lektüre durch das aufgeklärte Europa) in lateinischer Sprache abgefasst.
In Rumänien tragen zahlreiche Straßen und Einrichtungen den Namen Gheorge Șincais.

## Werke
- (mit Samuil Micu), Elementa linguae daco-romanae sive valachicae, Wien 1780 (100 Seiten); Buda 1805 (alleiniger Verfasser, 110 Seiten); hrsg. von Mircea Zdrenghea, Cluj-Napoca 1980 (mit rumänischer Übersetzung); Bearbeitung deutsch und rumänisch: Ioan Piuariu-Molnar (Hrsg.) Deutsch-walachische Sprachlehre, Wien 1788
- Hronica românilor, 3 Bde.,  Buda 1808; hrsg. von Grigore Aleksandru Ghika, 3 Bde., Iassi 1853–1854, Bukarest 1886 (Geschichtswerk)
- Opere, hrsg. von Florea Fugariu, Bukarest 1967–1973, 1978